# Jan Kanty Pawluśkiewicz
Jan Kanty Pawluśkiewicz (Nowy Targ, 13 ottobre 1942) è un musicista e compositore polacco, famoso per le colonne sonore e per la collaborazione con il collega-amico Marek Grechuta.

## Biografia
Nasce a Nowy Targ, dove trascorre l'adolescenza; divenuto adulto, intraprende gli studi di architettura e musica al Politecnico di Cracovia. Durante i suoi studi incontra Marek Grechuta, da cui nasce un sodalizio artistico intrapreso con la fondazione del cabaret Anawa nel 1967. Finita l'esperienza di Anawa, nel 1970 inizia a scrivere le musiche per il cabaret Piwnica pod Baranami.
Sempre negli anni '70 diventa compositore e arrangiatore delle musiche del teatro Stary e del teatro STU a Cracovia, e a Varsavia del Teatro Nazionale e del teatro Powszechny. Nel 1977 collabora con  K. Jasiński e Marek Grechuta per le musiche dell'opera di Stanisław Ignacy Witkiewicz Szalona Lokomotywa (La locomotiva pazza). Nel 1980 è coautore dell'opera teatrale Kur zapiał e nel 1991 dell'opera Opera żebracza.